# Sphaeroma rotundicaudum
Sphaeroma rotundicaudum is een pissebed uit de familie Sphaeromatidae. De wetenschappelijke naam van de soort is voor het eerst geldig gepubliceerd in 2008 door Nunomura.